# Richard Ripley
Richard Nicholson Ripley (ur. 23 czerwca 1901 w Ormesby, zm. w lutym 1996 w Hartlepool) – brytyjski lekkoatleta (sprinter), medalista olimpijski z 1924.
Na igrzyskach olimpijskich w 1924 w Paryżu zdobył brązowy medal w sztafecie 4 × 400 metrów za zespołami Stanów Zjednoczonych i Szwecji (sztafeta brytyjska biegła w składzie: Edward Toms, George Renwick, Ripley i Guy Butler).
Był mistrzem Anglii (AAA) w biegu na 440 jardów w 1925, a także brązowym medalistą mistrzostw Wielkiej Brytanii (AAA) na tym dystansie w tym samym roku.
Podczas igrzysk olimpijskich w Paryżu poprawił rekord Wielkiej Brytanii w sztafecie 4 × 400 metrów, uzyskując czas 3:17,4. Był również rekordzistą Wielkiej Brytanii w sztafecie 4 × 440 jardów z czasem 3:18,2.